# Ecsegfalva
Ecsegfalva é um município da Hungria, situado no condado de Békés. Tem 78,99 km² de área e sua população em 2015 foi estimada em 1.164 habitantes.